# Pierre Bussienne
Pierre Bussienne – francuski kierowca wyścigowy.

## Kariera
W swojej karierze wyścigowej Bussienne poświęcił się startom w wyścigach Grand Prix oraz w wyścigach samochodów sportowych. W latach 1926-1928, 1933 Francuz dołączył do stawki 24-godzinnego wyścigu Le Mans. W pierwszym sezonie startów odniósł zwycięstwo w klasie 1.5, a w klasyfikacji generalnej był ósmy. Rok później stanął na trzecim stopniu podium klasy 1.1. Po przerwie, w sezonie 1933 był najlepszy w klasie 5, plasując się jednocześnie na dziewiętnastym miejscu w końcowej klasyfikacji kierowców. W wyścigach Grand Prix Francuz dwukrotnie stawał na podium. Był drugi w Grand Prix Picardy 1932, zaś w Grand Prix Dieppe 1932 uplasował się na trzeciej pozycji.